# Boala (Boala)
Pour les articles homonymes, voir Boala.
Boala est un village et le chef-lieu du département et commune rurale de Boala situé dans la province du Namentenga de la région Centre-Nord au Burkina Faso.

## Géographie
Boala se situe à 35 km au nord-est de Boulsa et à environ 60 km au sud-est de Kaya, le chef-lieu et la principale ville de la région. La ville est traversée par la route nationale 15 reliant ces deux villes.

## Éducation et santé
Boala accueille un centre de santé et de promotion sociale (CSPS).
La ville possède deux écoles primaires publiques (A et B).